# Potentiel électrochimique
En électrochimie, le potentiel électrochimique est une grandeur thermodynamique, en joules par mole, équivalent au potentiel chimique mais tenant compte des espèces électriquement chargées. Il ne faut pas confondre avec le potentiel d'électrode en volts.
Cette notion est typiquement utilisée pour les processus chimiques où intervient la diffusion, notamment en biochimie où elle détermine le flux des ions à travers une surface donnée mais également pour la compréhension de la conduction dans les semi-conducteurs.
On le définit ainsi :
{\displaystyle {\tilde {\mu _{i}}}=\mu _{i}+z_{i}F\phi ^{j}}
où :
{\displaystyle \mu _{i}} est le potentiel chimique de l'espèce {\displaystyle i} ;
{\displaystyle z_{i}F}, sa charge électrique, {\displaystyle z_{i}} étant son nombre de charge et {\displaystyle F} étant le Faraday ;
{\displaystyle \phi ^{j}} est le potentiel électrostatique de la phase j, appelé aussi potentiel Galvani.